# 博卡德尔蒙特
博卡德尔蒙特是巴拿马奇里基省圣洛伦索区的一个城市。 该市面积为243.8平方（94.1平方英里），2010年时人口为2,143，故其人口密度为8.8名居民每平方（23名居民每平方英里）。 1990年时人口为1,539，2000年时人口为1,990。